# Campionat del Sudan del Sud de futbol
El Campionat del Sudan del Sud de futbol és la màxima competició futbolística de Sudan del Sud, organitzada per l'Associació de Futbol del Sudan del Sud. Va ser creada l'any 2011 després de la independència del país.
Per la primera edició del 2011, hi prengueren part set campions provincials i fou guanyat per Wau Salaam. Aquest club participà en l'edició de 2012 de la Copa Interclubs Kagame de la CECAFA. La segona edició del 2013 fou guanyada per Atlabara FC, participant el 2014 a la Lliga de Campions de la CAF.

## Historial
Font:
- 2011-12:  Al-Salam FC Wau (1)
- 2013:  Atlabara FC (1)
- 2014:  Al-Malakia FC (1)[a]
- 2015:  Atlabara FC (2)
- 2016: No es disputà
- 2017:  Al-Salam FC Wau (2)
- 2018:  Al-Hilal FC Wau (1)[b]
- 2019:  Atlabara FC (3)
- 2020: No es disputà
- 2021: No es disputà
- 2022: No es disputà
- 2023:  Salaam FC Bor (1)